# Tangaslip

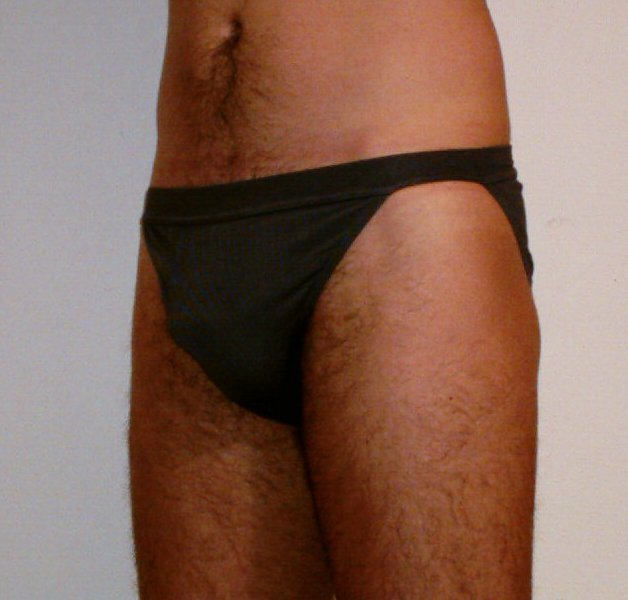
Tangaslip voor heren, voorzijde

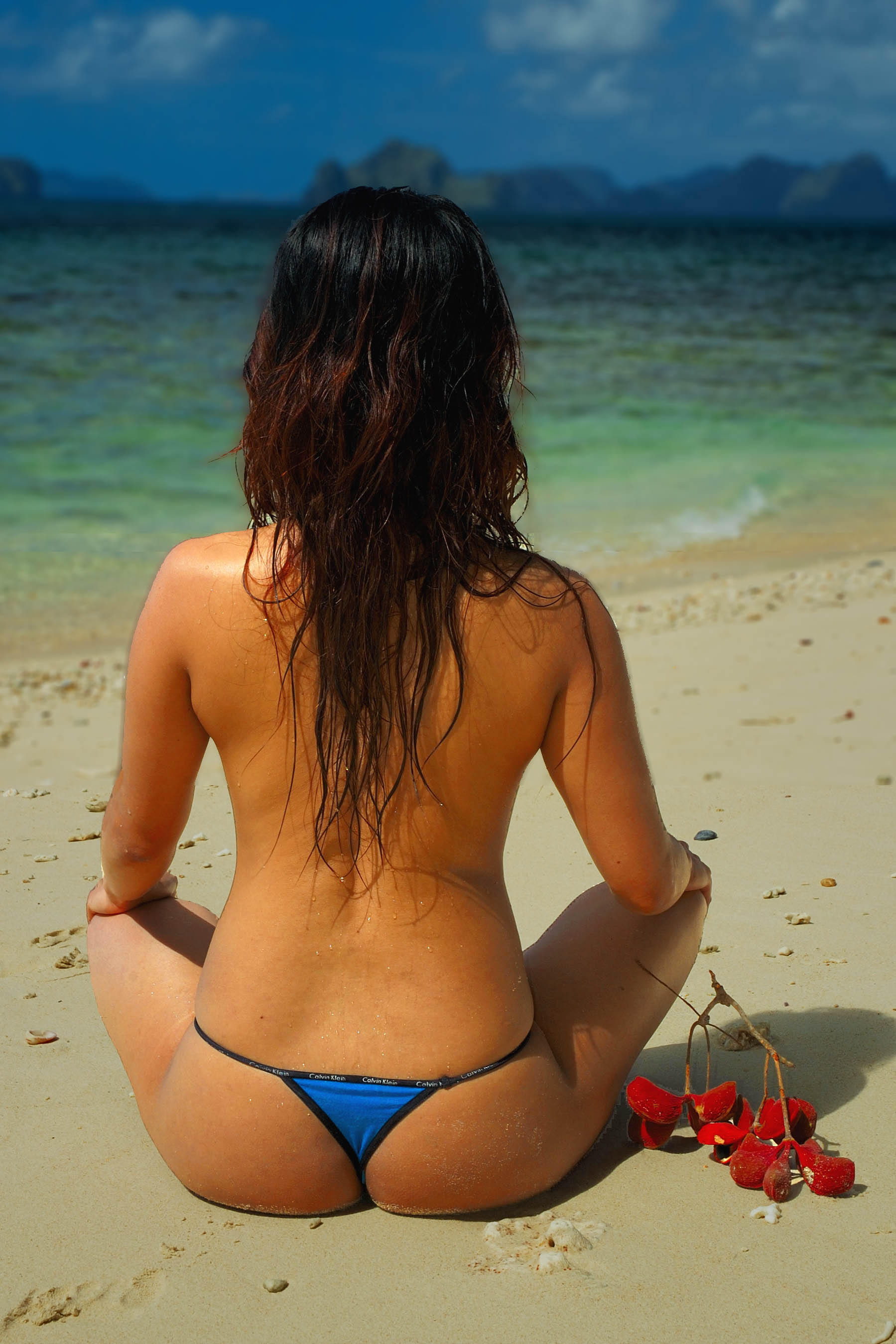
Tangaslip G-string style, achterzijde

Een tangaslip of tanga is een onderbroek waarbij de zijbanden of elastiek op de heupen of hoger gedragen worden. Het kledingstuk is verkrijgbaar in zowel dames- als herenuitvoering. 
Als de zijpanden breder zijn dan circa 3 cm, wordt het een heupslip genoemd. 
Als het achterpand zo klein is dat het tussen de billen getrokken wordt, dan spreekt men van een stringtanga of G-string.